# 안드레스 멘디에타
안드레스 멘디에타 오카미카(스페인어: Andrés Mendieta Ocamica, 1945년 2월 12일, 바스크 주 레케이티오 ~)는 스페인의 전 축구 선수로, 현역 시절 골키퍼로 활약했으며, 1968년 하계 올림픽에 올림픽 선수단 일원으로 참가했었다.

## 선수 경력
그는 레알 마드리드에 입단하기도 했지만, 한 경기도 출전하지 못했고, 데포르티보와 카스테욘 시절에 라 리가 출전 기회를 잡았다. 현역 은퇴 후, 그는 베니카심에 정착하여 카스티야 지역의 다수 구단을 지휘했고, 카스테욘 지휘봉도 몇 차례 잡았다.

## 사생활
그는 가이스카 멘디에타의 부친이기도 하다.

## 수상
레알 마드리드
- 유러피언컵: 1965-66

## 참고 문헌
- En el escudo de tu historia, de Miguel Ángel Serer y Conrado Marín. Castellón, 2010. ISBN 978-84-614-5124-1.